# Шамалдисайська ГЕС
Шамалдисайська ГЕС — гідроелектростанція у Киргизстані. Знаходячись між Ташкумирською ГЕС (вище по течії) та Уч-Курганською ГЕС, входить до складу каскаду на річці Нарин, правій твірній Сирдар'ї (басейн Аральського моря).
У межах проєкту річку перекрили кам'яно-накидною/земляною греблею висотою 41 метр та довжиною 260 метрів, яка утворила водосховище з об'ємом 40,9 млн м3, з яких корисний об'єм складає 5,5 млн м3.
Пригреблевий машинний зал обладнали трьома турбінами типу Каплан потужністю по 80 МВт, які використовують напір від 25 до 31 метра (номінальний напір 26 метрів) та забезпечують виробництво 900 млн кВт·год електроенергії на рік.
Видача продукції відбувається по ЛЕП, розрахованим на роботу під напругою 220 кВ та 110 кВ.